# Écran (sport)
Pour les articles homonymes, voir Écran.

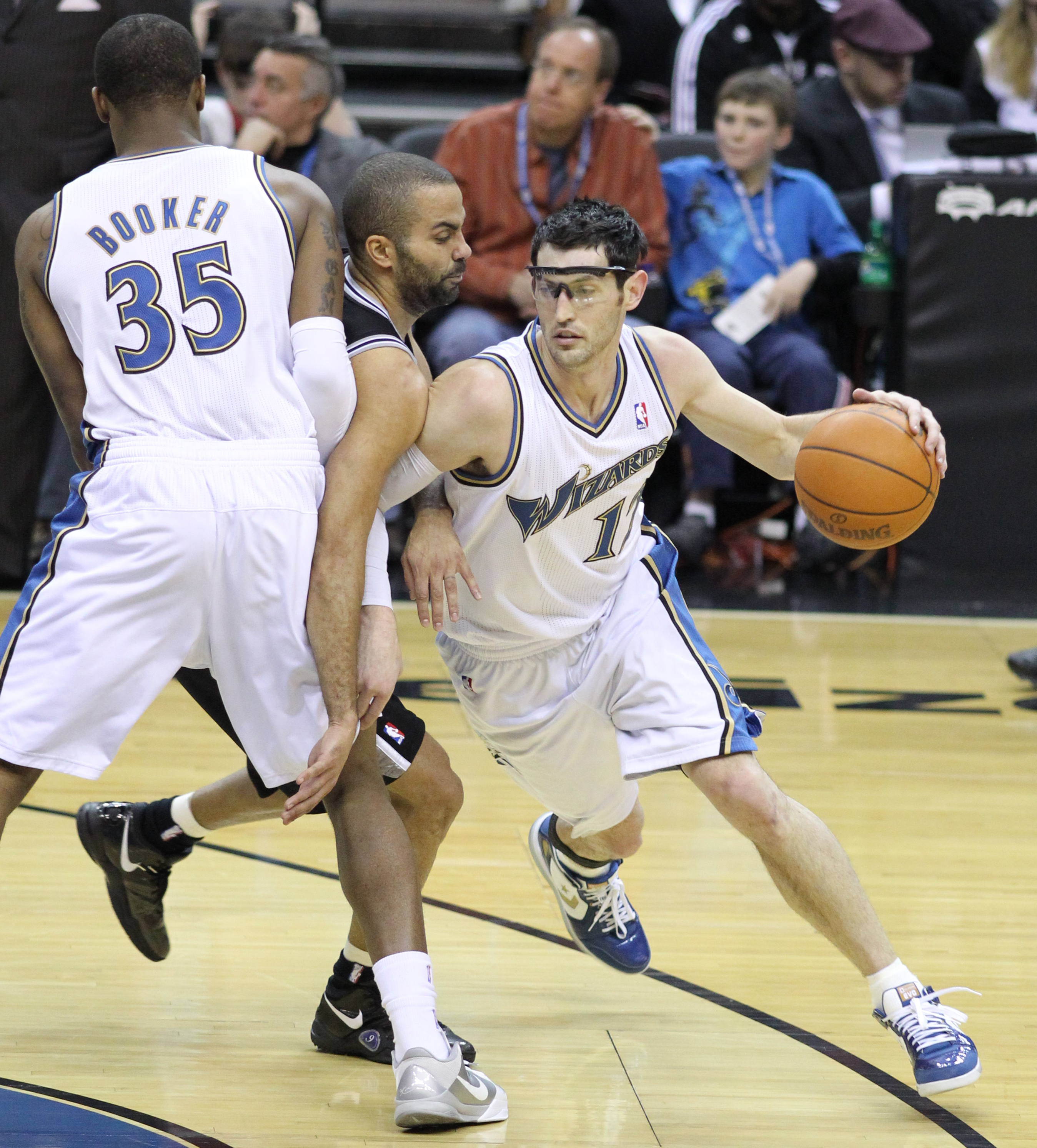
Trevor Booker effectue un écran sur Tony Parker pour son coéquipier Kirk Hinrich (à droite).

L'écran (screen ou pick en anglais) est une technique de jeu utilisée dans divers sports collectifs, et notamment au basket-ball et au water-polo. Il est parfois interdit dans certains sports comme l'ultimate. 
Utilisée lors des phases d'attaque, elle consiste à se placer à proximité d'un défenseur pour lui bloquer le passage (« faire écran »), et ainsi laisser le champ libre à son coéquipier. Celui-ci pourra tirer, passer la balle ou courir vers le panier ou le but. 
Plusieurs combinaisons impliquent la réalisation d'un écran. Parmi elles, le pick and roll est la plus fréquemment employée : le joueur posant l'écran pivote (« roule ») devant son adversaire pour se démarquer et attend une passe d'un de ses coéquipiers.  

## Principe
Les écrans peuvent être réalisés pour le porteur de balle (on-ball screen) ou pour un joueur sans la balle en l'attente d'une passe (off-ball screen). En anglais, les deux joueurs impliqués dans l'écran sont nommés screener (le poseur d'écran) et cutter (le joueur libéré de l'emprise du défenseur). 
« Poser un écran » au basket-ball et au water-polo demande une bonne vision de jeu et un sens du timing. Un attaquant (A) vient en premier lieu se placer près du défenseur (B), et son coéquipier (A') avance vers lui. Le coéquipier change brutalement d'allure et de direction et dribble rapidement près du poseur d'écran (A). Le défenseur chargé de marquer le joueur A' est bloqué par le poseur d'écran : il peut entrer en contact avec lui ou le contourner, mais perd dans tous les cas quelques instants, qui laissent le champ libre au coéquipier (A'). 
Au basket-ball, le poseur d'écran doit rester en place au moment du contact avec le défenseur. Un écran en mouvement (moving screen) constitue une violation du règlement et entraine une faute personnelle, mais uniquement si le poseur d'écran entre en contact avec le défenseur. 
Il existe différents moyens de s'échapper d'un écran. Si le poseur d'écran a laissé un peu d'espace, le joueur peut tenter de le contourner. Il peut également tenter de lutter contre le poseur d'écran, sauf au basket-ball où la pratique n'est pas admise. Il est enfin possible de modifier la tactique défensive, en faisant venir un autre défenseur sur le bénéficiaire de l'écran. 

## Les variantes
Après avoir posé un écran, le joueur se retrouve souvent libre de marquage et peut se diriger vers le panier en attendant une passe. Cette technique est appelée pick and roll. 